# Karin Neugebauer
Karin Neugebauer (Lipsia, 5 dicembre 1955) è un'ex nuotatrice tedesca orientale.

## Carriera
Specializzata nello stile libero, si è laureata campionessa europea sulla distanza degli 800m ai campionati di Barcellona 1970.

## Palmarès
- Europei

Barcellona 1970: oro negli 800m stile libero.